# Blondynka i ja
Blondynka i ja – amerykańska komedia muzyczna z 1956 roku na podstawie książki Do Re Mi Garsona Kanina.

## Opis fabuły
Marty jest drobnym gangsterem. Zmusza on pewnego łowcę talentów, żeby wypromował jego dziewczynę Jerri. Ale jest jeden problem: ona nie ma talentu.

## Obsada
- Tom Ewell – Tom Miller
- Jayne Mansfield – Jerri Jordan
- Edmond O’Brien – Marty "Fatso" Murdock
- Julie London
- Ray Anthony
- Barry Gordon – Barry
- Henry Jones – Mousie
- Eddie Cochran

i inni